# Wacław Wrzesiński
Wacław Wrzesiński (* 26. August 1918 in Warschau; † 1. August 1981 ebenda) war ein polnischer Radsportler und polnischer Meister im Radsport.

## Sportliche Laufbahn
Während seiner sportlichen Laufbahn war er Mitglied des Vereins Polonia Warschau. Er war von 1935 bis 1960 aktiv. Wrzesiński gewann die polnische Meisterschaft zweimal, 1949 im Straßenrennen und 1950 die Bergmeisterschaft. Zudem war er noch zweimal Zweiter im Straßenrennen (1948 und 1956) und im Mannschaftszeitfahren über 100 km (1949 und 1954). 1949 wurde er Zweiter der Bergmeisterschaft.
An der Internationalen Friedensfahrt nahm er fünfmal teil. 1948 erreichte er auf dem Kurs von Prag nach Warschau mit dem 5. Platz bei zwei Etappensiegen seine beste Platzierung.  Bei der heimatlichen Polen-Rundfahrt gewann er bei mehreren Teilnahmen insgesamt elf Etappen, trug mehrfach das Trikot des Spitzenreiters und hatte 1948 mit dem 3. Platz sein bestes Ergebnis. 1957 gewann er die polnische Rundfahrt Dookoła Mazowsza (oder Mazovia Tour), die seit 1951 ausgetragen wird.  

## Berufliches
Nach Beendigung seiner Sportkarriere arbeitete er als Radsporttrainer.

## Persönliches
Unter dem Pseudonym „Zuch“ war er während des Zweiten Weltkrieges er in der Tajna Armia Polska, einer polnischen militärischen Untergrundorganisation, tätig, später in der Armia Krajowa, der polnischen Heimatarmee. Er war ebenso aktiv am Warschauer Aufstand beteiligt.